# João Lourenço
Pour les articles homonymes, voir João Lourenço (homonymie).
João Lourenço, né à Lobito le 5 mars 1954, est un officier général et homme d'État angolais. Il est président de la République depuis septembre 2017 et président du Mouvement populaire de libération de l'Angola (MPLA) depuis septembre 2018.

## Biographie

### Armée et MPLA
Il participe à la guerre d’indépendance  contre les forces coloniales portugaises, qui se termine en 1975. Il suit ensuite des études d'histoire en Union soviétique entre 1978 et 1982 à l’Académie supérieure Lénine. Il occupe ensuite plusieurs postes au sein du Mouvement populaire de libération de l'Angola (MPLA, un parti initialement d’inspiration marxiste-léniniste). Son parcours militaire le conduit aux fonctions de commissaire provincial puis de chef de la direction politique nationale des FAPLA (Forças Armadas Populares de Libertação de Angola – Forces armées populaires de la libération de l’Angola).
En 1986, le président José Eduardo dos Santos amorce un renouvellement des cadres politiques angolais et nomme, entre autres, Lourenço au poste de gouverneur de la province de Benguela en avril.
Il est secrétaire général du MPLA de 1998 à 2003. Lorsque le président José Eduardo dos Santos indique, à la fin de la guerre civile angolaise en 2002, envisager de quitter le pouvoir, il se dit prêt à lui succéder. Mais dos Santos est un stratège, et sa déclaration n'avait peut être pour but que d'identifier les ambitieux. João Lourenço est écarté du secrétariat général du parti au pouvoir. Lourenço n’est pas en effet le choix premier du chef de l’État pour lui succéder. Dos Santos a d’abord privilégié son fils, José Filomeno de Sousa dos Santos, mais les cadres historiques du MPLA se montrent hostiles à cette option dynastique. Dos Santos a, dans un second temps, tenté d’imposer un homme qui lui doit tout, Manuel Vicente, l’ancien président de la compagnie pétrolière Sonangol, qui n'est passé ni par l'armée ni par le parti, et s'est trouvé disqualifié par des affaires de corruption.
Entre 2003 et 2014, João Lourenço devient premier vice-président de l'Assemblée nationale. En avril 2014, il prend un poste important du gouvernement en étant nommé ministre de la Défense. En août 2016, il devient aussi vice-président du MPLA,.

### Président de la république d'Angola
Fin décembre 2016, le MPLA, dirigé par dos Santos, choisit João Lourenço comme candidat à la présidence lors des élections législatives d'août 2017. Il appartient à la vieille garde du MPLA dont il fait partie de l'appareil, et est considéré comme un modéré. Son choix est consensuel à l'intérieur du parti. Selon l’ancien Premier ministre Marcolino Moco, « Lourenço fut de l’aile prudente au moment de la chute du mur de Berlin ». Plusieurs fois présent au Portugal lors des fêtes du journal Avante! et aux congrès du Parti communiste portugais, João Lourenço a été membre de la délégation du MPLA au moment de l’adhésion de celui-ci à l’Internationale socialiste. Selon l’écrivain et journaliste d’opposition Rafael Marques, « João Lourenço est l’un des plus grands latifundiaires du pays, […] il est associé de la banque SOL, de la Banque angolaise d’investissements ». Marques le décrit aussi comme un « général dur »,.
En février 2017, dos Santos déclare officiellement qu'il n'est pas candidat à la présidence en août 2017 et que João Lourenço est le candidat du MPLA,,.
Avec la victoire du MPLA aux élections générales, il est élu président de la République et prête serment le 26 septembre 2017.
Lourenço s'attaque au népotisme mis en place par son prédécesseur : il limoge Isabel dos Santos, la fille d'Eduardo dos Santos de Sonangol en novembre, puis Sindika Dokolo, le gendre d'Eduardo, qui était impliqué dans le commerce de diamants et enfin José Filomeno (en), le fils d'Eduardo, de la présidence du fonds souverain angolais en janvier 2018. Malgré ces limogeages, la famille dos Santos contrôle toujours de nombreux pans de l'économie angolaise,. En 2018, il remplace le chef des services de renseignement (SINSE), puis le chef d'état-major de l'armée après son inculpation dans une affaire de corruption portant sur 50 milliards de dollars.
Jose Eduardo dos Santos, toujours président du MPLA, convoque un congrès du parti pour septembre 2018 afin d'annoncer sa retraite politique. Lors de ce congrès, Lourenço est élu président du parti avec 98,59 % des voix.
Le contrôle du parti devrait permettre à Lourenço d'accélerer la lutte contre la corruption et la diversification d'une économie qui dépend en très grande partie du pétrole. Cependant le pays connait toujours des difficultés économiques : il reste en récession (avec une contraction du PIB estimée entre 1,1 % et 1,7 % en 2018) et le taux de chômage (autour de 20 %) et l'inflation (passée de 23,7 % en 2017 à 18,6 % en 2018) restent à des niveaux élevés. Pour 2019, les prévisions sont encourageantes avec un PIB en croissance de 1,2 % à 2,2 %,,.
Le 1er juillet 2019, lors de sa visite officielle à Cuba, Lourenço reçoit l'ordre de José Martí, la plus haute distinction cubaine. Le chef de l'État angolais a salué « …l’engagement de Cuba dans la défense du sol angolais et sa participation à la lutte pour l'indépendance de la Namibie … à l'abolition du régime d'apartheid en Afrique du Sud et l'aide à d'autres pays du monde malgré le blocus des États-Unis… »,,. En 2021, João Lourenço exprime ses excuses publiques à propos des excès de la répression de la tentative de coup d’État du 27 mai 1977, où des milliers voire dizaines de milliers de personnes sont mortes et auquel les militaires cubains ont participé.
En septembre 2020, le directeur de cabinet de Lourenço, Edeltrudes Costa, est accusé par une enquête journalistique, de détournement de fonds publics et d'enrichissement personnel. En octobre, à Luanda, des manifestants demandent le limogeage de Costa,,.
Son premier mandat est principalement consacré à une politique vigoureuse de lutte contre la corruption. Sa politique économique (plan de réformes visant à varier les sources de revenus et privatisation d'entreprises publiques) ne permet pas de faire reculer la pauvreté, faisant baisser sa popularité. Lors des élections générales de août 2022, le MPLA obtient 51,17 % des voix contre 43,95 % pour le premier parti d’opposition, l'UNITA. L'UNITA conteste le résultat de l'élection mais Lourenço est reconduit au poste de président.
Il prend ses fonctions de président de l’Union africaine à partir du 15 février 2025, pour un an.
L'Union africaine demande la libération de l'ancien président gabonais Ali Bongo, renversé par un coup d'État en 2023, et de ses proches en avril 2025. Lorsque Brice Clotaire Oligui Nguema est investi président du Gabon en mai 2025, João Lourenço vient à Libreville pour assister à la cérémonie. Lourenço rend aussi visite à Ali Bongo dans sa résidence surveillée. L'assignation à résidence d'Ali Bongo, de sa femme et de son fils Noureddin est levée peu après et ils rejoignent Luanda, la capitale angolaise.

### Médiateur du processus de Luanda
De juillet 2022 à mars 2025, João Lourenço joue un rôle central dans le processus de Luanda, une initiative diplomatique qu'il dirige en tant que facilitateur désigné par l'Union africaine et qui vise à apporter la paix dans l'est de la république démocratique du Congo (RDC). 
Entre 2022 et 2023, Lourenço organise plusieurs sommets et réunions à Luanda, réunissant les dirigeants de la RDC, du Rwanda, et d'autres acteurs régionaux pour tenter de résoudre les conflits dans l'est de la RDC,. Il parvient à obtenir des engagements de désescalade et des accords de cessez-le-feu,, bien que ceux-ci soient souvent violés par le Mouvement du 23 mars (M23),.  En mars 2024, il relance le processus, menant à un nouvel accord de cessez-le-feu en juillet 2024. Cependant, malgré ses efforts, les tensions persistent, et en mars 2025, après une tentative infructueuse de négociations directes entre la RDC et le M23, l'Angola annonce cesser sa médiation, Lourenço estimant nécessaire de se concentrer sur d'autres priorités continentales. Cette décision fait suite à deux échecs notables : la rencontre manquée à Luanda le 15 décembre 2024 pour réunir Félix Tshisekedi et Paul Kagame, et le boycott des discussions par les rebelles du M23 le 18 mars 2025. Une méfiance croissante entre le Rwanda et l'Angola aurait également compliqué la médiation.

## Famille
Lourenço est marié à Ana Dias Lourenço, ancienne économiste à la Banque mondiale et ministre du Plan entre 1997 et 2012,.

## Décorations
- Première classe de l'ordre du Welwitschia ( Namibie, 4 mai 2018)[41]
- Grand collier de l'ordre du Prince Henry ( Portugal, 22 novembre 2018)[42]
- Collier de l'ordre du Mérite civil ( Espagne, 31 janvier 2023)[43]